# Sigismund III. Christoph von Schrattenbach

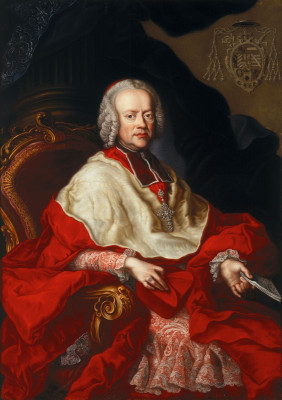
Fürsterzbischof Siegmund Christoph von Schrattenbach, Porträt von Franz Xaver König

Siegmund III. Christoph Graf von Schrattenbach, auch Sigismundus (* 28. Februar 1698 in Graz; † 16. Dezember 1771 in Salzburg) war ein römisch-katholischer Geistlicher und Erzbischof von Salzburg.

## Familie
Siegmund entstammte dem Adelsgeschlecht Schrattenbach, das zur Mitte des 15. Jahrhunderts aus Franken in die Steiermark eingewandert war; er war der Sohn von Otto Heinrich, Graf von Schrattenbach, und von Maria Theresia, Gräfin von Wildenstein, verwitwete Freifrau Gall von Gallenstein. Namensgleich war sein Onkel Sigismund Graf von Schrattenbach, der ab 1696 Domherr (1718 Domdechant) in Salzburg und schließlich ab 1728 Bischof in Laibach war.

## Leben
Nach Studien in Salzburg ging Schrattenbach nach Rom zum Studium der Theologie. Die Priesterweihe empfing er im Alter von 25 Jahren am 10. Januar 1723. 1733 erhielt er Sitz und Stimme im Salzburger Domkapitel. Nach dem Tod von Erzbischof Jakob Ernst von Liechtenstein-Kastelkorn wurde Schrattenbach 1747 vom Domkapitel zum Gubernator der Festung Hohenwerfen und zum Verwalter der Domkapitel-Stiftungen ernannt. Bald wurde er zum Domdechanten und Geheimrat ernannt.

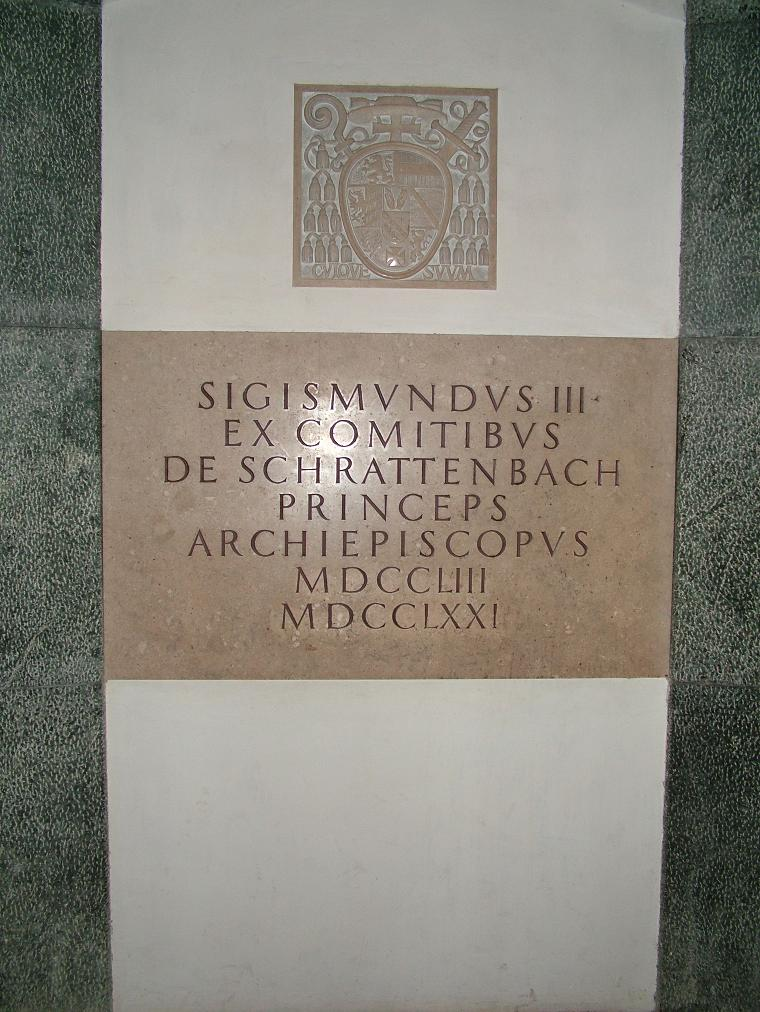
Grabstätte von Erzbischof Schrattenbach

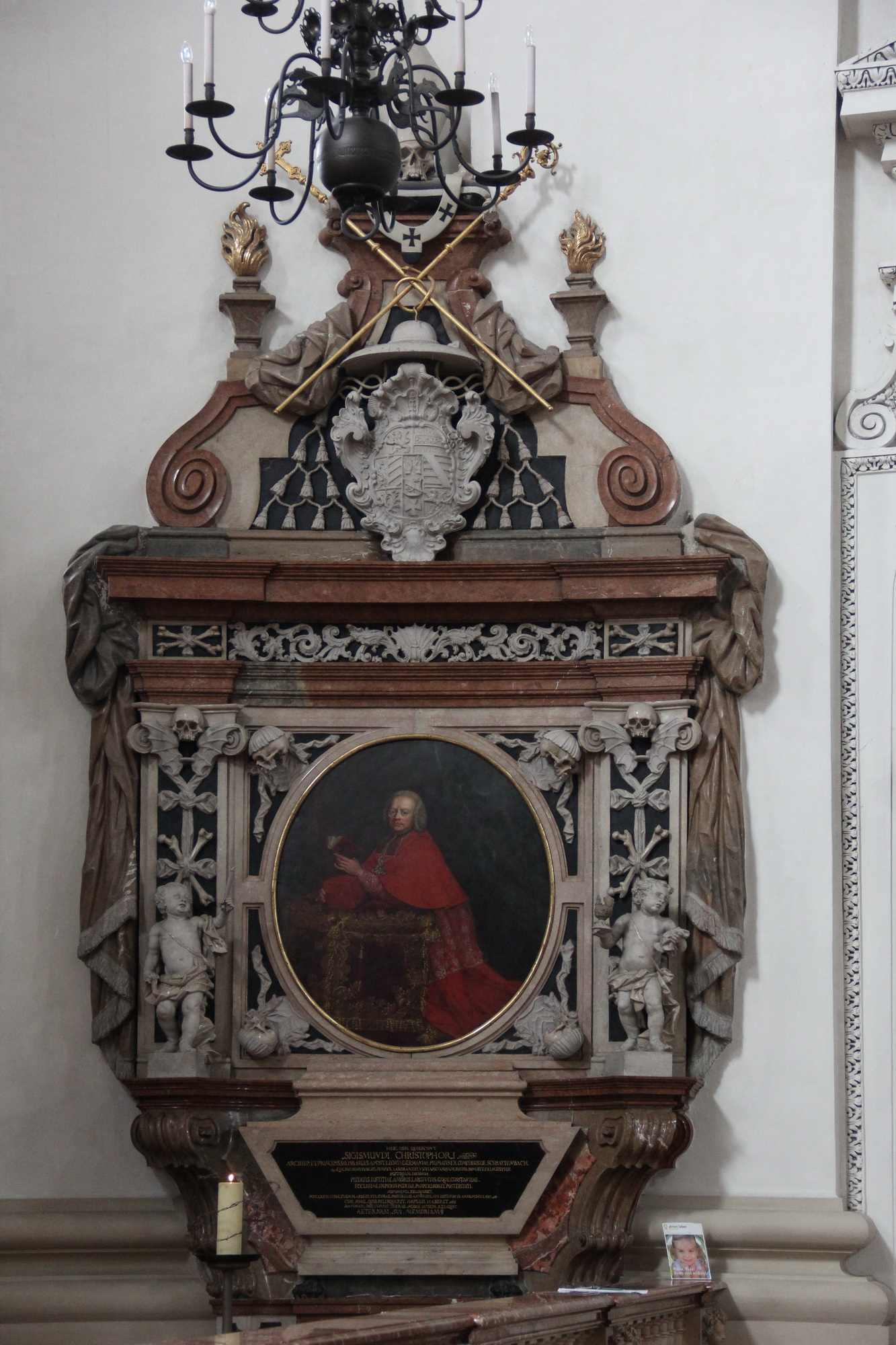
Grabdenkmal von Erzbischof Schrattenbach im Salzburger Dom

Er galt als sittenstreng und romtreu, aber auch sein Fleiß, Organisationstalent, seine Geschäftstüchtigkeit und diplomatische Gewandtheit waren anerkannt.
Nach dem Tod von Andreas Jakob von Dietrichstein 1753 wählte das Domkapitel den neuen Erzbischof in der schwierigsten Wahl des Erzstiftes. Erst am 13. Wahltag und in der 50. Abstimmung fiel die Entscheidung. Mit elf von zwanzig Stimmen gegen Josef Maria Graf Thun, Bischof von Gurk, fiel letztendlich die Mehrheit auf Schrattenbach. Graf Schrattenbach dürfte dabei noch eher dem Wunsch der Salzburger Bevölkerung entsprochen haben als Graf Thun, der ausgesprochen verhasst war, aber auch Schrattenbach war im Volk keineswegs beliebt. Schrattenbach selbst betrachtete seine Wahl als vom Heiligen Geist stammend, er fühlte sich den Domherrn gegenüber daher nicht verpflichtet. Am 7. Mai 1753 hielt er seinen feierlichen Einzug in die Stadt. Am 16. Dezember desselben Jahres spendete ihm Graf Thun die Bischofsweihe.

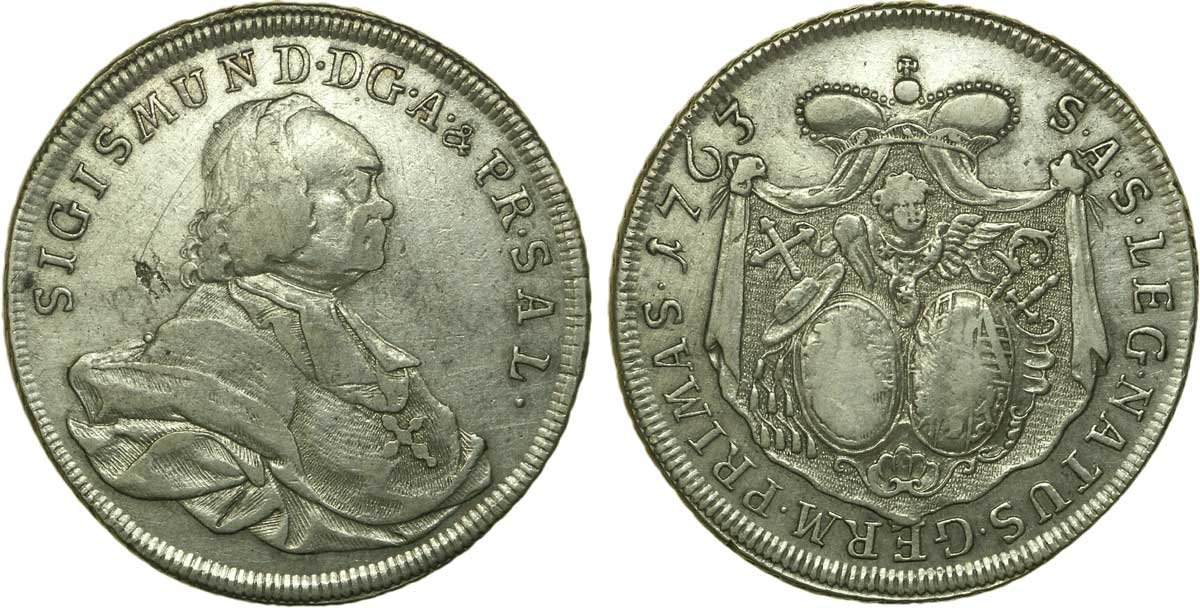
Sigismund III. Christoph von Schrattenbach, 1763

Er ließ von 1764 bis 1767 das Siegmundstor erbauen, das eine Länge von 131 Metern aufweist. Es war eine große Errungenschaft für Salzburg, da es die Stadt gegen Westen öffnete.
In seiner Amtszeit wurden sowohl Leopold Mozart als auch dessen Sohn Wolfgang Amadeus als Musiker in der erzbischöflichen Hofkapelle angestellt. Ein weiterer bedeutender von Schrattenbach verpflichteter Hofkomponist und Organist war Michael Haydn, der auch das Requiem komponierte, das anlässlich des Begräbnisses des Bischofs am 1. Januar 1772 aufgeführt wurde.
Erzbischof Schrattenbach wurde in der Krypta des Salzburger Doms beigesetzt. Sein Herz wurde in einer silbernen Urne vor dem Altar des Sacellums der Universität Salzburg beigesetzt.

## Wappen

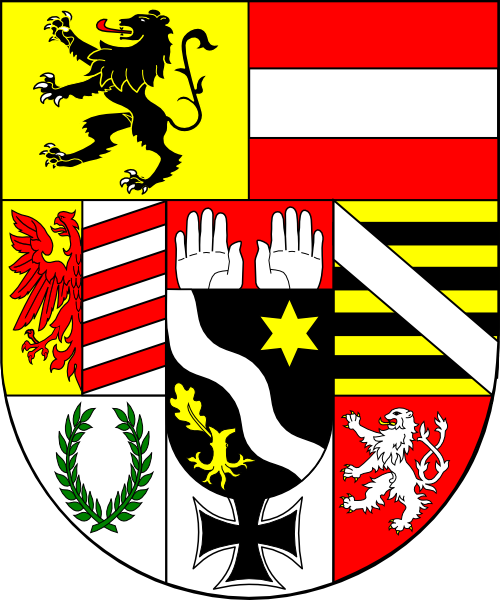
Wappen des Erzbischofs von Salzburg

Das Wappen, im Hauptschild zweimal gespalten, einmal geteilt, sechs Felder: Der Herzschild zeigt im schwarzen Feld einen weißen Schrägrechtsfluss, im linken Obereck einen goldenen Stern, im rechten Untereck einen aufrecht gestümmelten, rechts mit drei goldenen Blättern besetzten goldenen Ast (Stammwappen). Oben das Wappen des Erzbistums Salzburg, vorne in Gold einen aufrechten schwarzen, rot bezungten nach rechts gewandten Löwen und hinten in Rot einen weißen Mittelbalken. In der Mitte 1 gespalten, vorn in Gold ein halber roter Adler am Spalte, hinten in Silber vier rote Schrägrechtsbalken; 2 in Rot zwei silberne Hände, die Daumen nach innen gekehrt; 3 in dem von Gold und Schwarz zehnmal geteilten Feld ein weißer Schrägrechtsbalken; 4 in Silber ein grüner Lorbeerkranz; 5 in Silber ein schwarzes schwebendes Tatzenkreuz; 6 in Rot ein weißer Löwe.
Das ursprüngliche Schrattenbach-Wappen wurde durch das der erloschenen Familie der Herren von der Dürr vermehrt, das Wappen wurde mehrfach variiert.

## Belege
1. ↑  Franz Ortner: Siegmund III. Christoph von Schrattenbach. In: Neue Deutsche Biographie 24. 2010, S. 364–365, abgerufen am 22. August 2023.
2. ↑  Franz Menges: Schrattenbach, Freiherren und Grafen von. In: Neue Deutsche Biographie 23. 2007, S. 520–522, abgerufen am 17. September 2023.
3. ↑  Stadtplan Salzburg. Abgerufen am 22. August 2023.

| Vorgänger                            | Amt                               | Nachfolger               |
| ------------------------------------ | --------------------------------- | ------------------------ |
| Andreas Jakob Graf von Dietrichstein | Erzbischof von Salzburg 1753–1771 | Hieronymus von Colloredo |

| Personendaten    | Personendaten                                                    |
| ---------------- | ---------------------------------------------------------------- |
| NAME             | Sigismund III. Christoph von Schrattenbach                       |
| ALTERNATIVNAMEN  | Schrattenbach, Sigismund Christoph Graf von (vollständiger Name) |
| KURZBESCHREIBUNG | Erzbischof von Salzburg (1753–1771)                              |
| GEBURTSDATUM     | 28. Februar 1698                                                 |
| GEBURTSORT       | Graz                                                             |
| STERBEDATUM      | 16. Dezember 1771                                                |
| STERBEORT        | Salzburg                                                         |